# Abelodon
Abelodon là một chi động vật có vú peramurid đã tuyệt chủng thuộc nhánh Zatheria, sống vào đầu kỷ Phấn Trắng. Những nghiên cứu về loài này dựa trên mẫu vật răng được thu thập từ hệ tầng Koum ở Cameroon.

## Cổ sinh thái học
Abelodon từng sống cùng với các loài thằn lằn chúa khác trong hệ tầng Koum, chẳng hạn như các loài khủng long chân chim thuộc chi Ouranosaurus, các loài khủng long chân thú thuộc chi Spinosaurus hay các loài cá sấu thuộc chi Araripesuchus.